# Open CASCADE Technology
Pour les articles homonymes, voir Cascade.
Open CASCADE Technology (OCCT) est un framework logiciel Open Source pour la CAO/CFAO, l'IAO et la modélisation tridimensionnelle. Il est composé d'une vaste bibliothèque objets utilisables en C++ ou depuis Tcl-Tk et d'outils annexes pour le développement d'applications spécifiques. Il est disponible sous la licence Open CASCADE Technology Public License (OCCTPL).

## Caractéristiques
- extensible ;
- open source ;
- plate-forme Linux et Windows ;
- repose sur le standard OpenGL ;
- support d'un langage de script : Tcl-Tk ;
- support des bibliothèques d'interfaces graphiques : Tk, Qt, wxWidgets, MFC ;
- plusieurs formats d'échange de données dont STL, HPGL, IGES, STEP, VRML sont supportés nativement[2]. D'autres formats sont supportés avec l'utilisation de plug-ins[3].

## Architecture
L'architecture d'Open CASCADE comprend les éléments suivants :
- OCAF (Open CASCADE Application Framework) ;
- Foundation Classes ;
- données de modélisation ;
- algorithmes de modélisation ;
- maillage ;
- visualisation ;
- échange de données ;
- outils de développement (WOK, DRAW, Wizards) ;
- bibliothèques d'interfaces graphiques.

## L'outil interactif DRAW
Parmi les outils de développement proposés par Open CASCADE Technology, il y a DRAW qui se présente sous la forme d'un interprète de commande interactif et programmable avec le langage Tcl-Tk.
Cet outil permet de faire des tests sur des fonctionnalités existantes ou nouvelles, de réaliser et de tester rapidement des prototypes avant de les réécrire en C++.
DRAW se compose de :
- un interprète de commande basé sur le langage Tcl-Tk ;
- une fenêtre de visualisation 2D/3D ;
- un ensemble de commandes pour la gestion des variables et du graphisme ;
- un ensemble de commandes pour créer et modifier les objets et les primitives géométriques ;
- un ensemble de commandes pour gérer la topologie des BReps.

Quelques exemples :
- Création d'une courbe de Bézier et génération d'une surface de révolution autour de l'axe Z. Visualisation en mode filaire et sauvegarde au format IGES :

```
pload
 
ALL

axo

beziercurve
 
b
 
4
 
0
 
0
 
1
 
0
 
4
 
2
 
0
 
4
 
4
 
0
 
2
 
5

revsurf
 
s
 
b
 
0
 
0
 
0
 
0
 
0
 
1

erase
 
b

fit

datadir.

brepiges
 
s
 
objet.iges

```

- Création d'une boîte, découpage de celle-ci par 4 cylindres sur les côtés avec des opérations booléennes, visualisation en mode filaire et sauvegarde au format STEP du résultat :

```
pload
 
ALL

box
 
b
 
40
 
40
 
20

pcylinder
 
c1
 
10
 
20

copy
 
c1
 
c2

copy
 
c1
 
c3

copy
 
c1
 
c4

ttranslate
 
c1
 
20
 
0
 
0

ttranslate
 
c2
 
40
 
20
 
0

ttranslate
 
c3
 
20
 
40
 
0

ttranslate
 
c4
 
0
 
20
 
0

bop
 
b
 
c1

bopcut
 
s1

bop
 
s1
 
c2
 

bopcut
 
s2

bop
 
s2
 
c3
 

bopcut
 
s3

bop
 
s3
 
c4

bopcut
 
s4

erase
 
b

erase
 
c1
;
 
erase
 
c2
;
 
erase
 
c3
;
 
erase
 
c4

erase
 
s1
;
 
erase
 
s2
;
 
erase
 
s3

fit

datadir.

stepwrite
 
0
 
s4
 
objet.step

```

## Domaines d'utilisation
- aéronautique ;
- aérospatiale ;
- automobile ;
- énergie ;
- nucléaire ;
- défense ;
- construction navale ;
- médecine ;
- systèmes d’information géographique.

## Historique
Son développement est intimement lié au logiciel de CAO Euclid que commercialise Matra Datavision (MDTV) au début des années 1980, suivi de Euclid-IS en 1987 (le premier système de CAO/CFAO). Euclid était à cette époque le concurrent direct de CATIA.
En 1993, MDTV sort Euclid 3 et développe parallèlement CAS.CADE (Computer Aided Software for Computer Aided Design and Engineering), ce dernier étant à l'origine une boîte à outils logiciels utilisée pour les technologies objets.
En 1996, sort Euclid Quantum dont l'infrastructure repose entièrement sur CAS.CADE.
Fin 1998, le portefeuille de logiciels de MDTV (Euclid Quantum, Styler, Machinist et Strim) est racheté par Dassault Systèmes. MDTV, qui comptait alors 700 employés, se mue alors en société de service spécialisée dans le développement de logiciels.
S'ensuit la publication sous licence Open Source en 1999 de CAS.CADE qui prend à l'occasion le nom d'Open CASCADE. Ce changement brutal de culture d'entreprise va précipiter le départ de certains ingénieurs de Matra Datavision.
En tant que filiale d'EADS, le 7 décembre 2000, la société Open CASCADE SAS est créée
afin de gérer la suite du projet en Open Source, mais aussi pour développer des activités commerciales (création d'applications spécifiques, formation et conseil) autour de cette infrastructure.
En 2003, la société Principia R&D, spécialisée dans les solveurs éléments finis et l'ingénierie scientifique, acquiert Open CASCADE SAS auprès d'EADS.
Le logiciel change de nom et devient Open CASCADE Technology (OCCT).
Par la suite, la société est reprise par Euriware (filiale d'AREVA) le 3 février 2006, puis par Capgemini en 2014.